# Haiti
| Haiti République d'Haïti \| \| \|                                       |                                                          |
| Nacionalno geslo: L'Union Fait La Force (francosko »Zveza napravi moč«) |                                                          |
| Umestitev Haitija v Karibih                                             |                                                          |
| Uradna jezika                                                           | francoščina, haitijska kreolščina                        |
| Glavno mesto                                                            | Port-au-Prince                                           |
| Predsednik                                                              | Edgard Leblanc Fils                                      |
| Predsednik vlade                                                        | Fritz Belizaire                                          |
| Površina - Skupno - % voda                                              | 143. na svetu 27.750 km² 0,7 %                           |
| Prebivalstvo - Skupno (leto) - Gostota                                  | 83. na svetu 11,5 milijonov (2023) 413/km²               |
| BDP - Skupno (leto) - BDP/prebivalca                                    | $26,0 milijard (2023) 2.125 USD                          |
| Valuta                                                                  | gourde (HTG)                                             |
| Časovni pas                                                             | UTC -5 (ni poletnega časa)                               |
| Neodvisnost - Razglašena - Priznana                                     | (od Francije) 1. januar 1804 1825 (Francija), 1863 (ZDA) |
| Državna himna                                                           | La Dessalinienne                                         |
| Vrhnja internetna domena                                                | .ht                                                      |
| Nacionalna klicna koda                                                  | 509                                                      |
| Zastava Haitija                                                         | Grb Haitija                                              |

Haiti, uradno Republika Haiti (francosko République d'Haïti, Taino: Ayiti/Quisqueya), je država, ki se zavzema zahodni del otoka Hispaniola, ki je drug največji otok v Velikih Antilih v Karibskem morju, vzhodno od Kube in Jamajke ter južno od Bahamov ter otokov Turks in Caicos. Zavzema zahodne tri osmine otoka, ki si ga deli z Dominikansko republiko. Na njegovem jugozahodu leži majhen otok Navassa (Navasse), ki si ga lasti Haiti, a je sporno ozemlje pod zvezno upravo Združenih držav Amerike. Haiti vključuje več priobalnih otokov: največji satelitski otok Hispaniole je Gonâve v istoimenskem, osrednjem zalivu (Golfe de la Gonâve), ki je umeščen med dva največja polotoka Hispaniole, ob južnem od njiju sta v njem še dva manjša otočka (Kajemiti; Les Cayemites) in ob jugozahodni obali največjega polotoka Île à Vache (Kravji otok). Otok Tortuga (Île de la Tortue) leži ob severni obali Haitija. 
Haiti zavzema površino 27.750 km2 in je tretja največja država na Karibih z ocenjeno populacijo 11,4 milijona prebivalcev, zaradi česar je od nedavnega (poleg Kube) najštevilčneje poseljena država na Karibih. Glavno mesto je Port-au-Prince.
Otok je prvotno naseljevalo avtohtono ljudstvo Taíno, ki izvira iz Južne Amerike. Prvi Evropejci so prispeli 5. decembra 1492 s prvo odpravo Krištofa Kolumba, ki je sprva verjel, da je našel Indijo ali Kitajsko. Kolumb je nato ustanovil prvo evropsko naselbino v Ameriki, La Navidad, na današnji severovzhodni obali Haitija. Otok je zahtevala Španija in ga poimenovala La Española, ki je bil del Španskega imperija do začetka 17. stoletja. Vendar pa so konkurenčne terjatve in poravnave s Francozi privedle do tega, da je bil zahodni del otoka leta 1697 odstopiljen Franciji, ki ga je kasneje preimenovala Saint-Domingue. Francoski kolonialisti so ustanovili donosne plantaže sladkornega trsa, katerega je obdelovalo ogromno sužnjev, pripeljanih iz Afrike. Na podlagi mednarodne trgovine je z njihovo pomočjo kolonija postala ena najbogatejših na svetu.
Sredi francoske revolucije (1789–1799) so sužnji in svobodni ljudje različnih polti sprožili haitska revolucijo (1791–1804), ki jo je vodil nekdanji suženj in prvi temnopolti general francoske vojske Toussaint Louverture. Po 12 letih spopadov je sile Napoleona Bonaparteja premagal Louverturejev naslednik Jean-Jacques Dessalines (pozneje cesar Jacques I.), ki je 1. januarja 1804 razglasil suverenost Haitija – prvi neodvisni narod Latinske Amerike in Karibov, drugi Amerike, prva država, ki je odpravila suženjstvo, in edina država v zgodovini, ustanovljena z uspešnim uporom sužnjev. Poleg Alexandra Pétiona, prvega predsednika republike, so bili vsi prvi voditelji Haitija nekdanji sužnji. Po kratkem obdobju, v katerem je bila država razdeljena na dva dela, je predsednik Jean-Pierre Boyer združil državo in nato skušal spraviti celotno Hispaniolo pod nadzor Haitija, kar je sprožilo dolgo vrsto vojn, ki so se končale v 1870-ih, ko je Haiti uradno priznal državo. neodvisnost Dominikanske republike.
Prvo stoletje neodvisnosti Haitija so zaznamovali politična nestabilnost, ostrakizem mednarodne skupnosti in plačilo hromečega dolga Franciji. Politična nestanovitnost in zunanji gospodarski vpliv v državi sta spodbudila ZDA, da so zasedle državo od 1915 do 1934. Po nizu kratkotrajnih predsedstev je François 'Papa Doc' Duvalier leta 1956 prevzel oblast, s čimer se je začelo dolgo obdobje avtokratske vladavine, ki se je nadaljevala. njegovega sina Jean-Clauda 'Baby Doc' Duvalierja, ki je trajal do leta 1986; Za obdobje je bilo značilno državno sankcionirano nasilje nad opozicijo in civilisti, korupcija in gospodarska stagnacija. Po letu 1986 je Haiti začel poskušati vzpostaviti bolj demokratičen politični sistem.
Haiti je ustanovni član Združenih narodov, Organizacije ameriških držav (OAS), Združenja karibskih držav in Mednarodne organizacije frankofonije. Poleg CARICOM je članica Mednarodnega denarnega sklada, Svetovne trgovinske organizacije in Skupnosti držav Latinske Amerike in Karibov. Zgodovinsko reven in politično nestabilen ima Haiti najnižji indeks človekovega razvoja v Ameriki. Od preloma v 21. stoletje je država preživela državni udar, ki je povzročil posredovanje ZN, pa tudi katastrofalen potres, v katerem je umrlo več kot 250.000 ljudi.

## Etimologija
Beseda Haiti izvira iz avtohtonega jezika taíno, v katerem pomeni "dežela visokih gora" in je poimenoval celoten otok Hispaniola. Ime je obnovil haitijski revolucionar Jean-Jacques Dessalines kot uradno ime neodvisnega Saint-Dominguea, kot poklon ameriškim predhodnikom.
V francoščini ima ï v Haïti diakritično oznako (uporablja se za prikaz, da se drugi samoglasnik izgovarja ločeno, kot v besedi naivni), medtem ko je H tiho. (V angleščini se to pravilo za izgovorjavo pogosto ne upošteva, zato se uporablja črkovanje Haiti.) Obstajajo različne anglicizacije za njegovo izgovorjavo, kot so HIGH-ti, high-EE-ti in haa-EE-ti, ki so še vedno v uporabo, vendar je HAY-ti najbolj razširjen in najbolj uveljavljen. V francoščini vzdevek Haitija pomeni "biser Antilov" (La Perle des Antilles) zaradi svoje naravne lepote in količine bogastva, ki si ga je nabrala za Kraljevino Francijo. V 18. stoletju je bila kolonija vodilni svetovni proizvajalec sladkorja in kave.

## Zgodovina

### Predkolumbijska zgodovina
Otok Hispaniola, katerega zahodne tri osmine zaseda Haiti, je bil od približno 5000 let pred našim štetjem naseljen s skupinami Indijancev, za katere se domneva, da so prišli iz Srednje ali Južne Amerike. Genetske študije kažejo, da so bile nekatere od teh skupin povezane z Yanomami iz porečja Amazonke. Med temi zgodnjimi naseljenci so bila ljudstva Ciboney, ki so jim sledili Taíno, govorci arawakanskega jezika, katerega elementi so se ohranili v haitijski kreolščini. Ime Taíno za celoten otok je bilo Haiti ali alternativno Quisqeya.
V družbi Taíno je največjo enoto politične organizacije vodil cacique ali poglavar, kot so jih razumeli Evropejci. Otok Hipaniola je bil razdeljen na pet 'caciquedoms': Magua na severovzhodu, Marien na severozahodu, Jaragua na jugozahodu, Maguana v osrednjih regijah Cibaa in Higüey na jugovzhodu.
Kulturni artefakti Taíno vključujejo jamske slike na več lokacijah v državi. Ti so postali nacionalni simboli Haitija in turistične znamenitosti. Sodobni Léogâne, ki se je začel kot francosko kolonialno mesto na jugozahodu, je poleg nekdanje prestolnice caciquedoma Xaragua.

### Kolonialna doba

#### Španska vladavina (1492–1625)
Krištof Kolumb je 6. decembra 1492 pristal na Haitiju, na območju, ki ga je poimenoval Môle-Saint-Nicolas, in zahteval otok za kastiljsko krono. Devetnajst dni pozneje je njegova ladja Santa María nasedla blizu današnjega mesta Cap-Haïtien. Kolumb je na otoku pustil 39 mož, ki so 25. decembra 1492 ustanovili naselje La Navidad. Odnosi z domačimi ljudstvi, sprva dobri, so se porušili in naseljence so pozneje pobili Taíno.
Mornarji so prenašali endemične evroazijske nalezljive bolezni, na katere staroselci niso imeli imunitete, zaradi česar so v epidemijah v velikem številu umirali. Prva zabeležena epidemija črnih koz v Ameriki je izbruhnila na Hispanioli leta 1507. Njihovo število se je še dodatno zmanjšalo zaradi ostre sistema encomienda, v katerem so Španci prisilili domorodce k delu v rudnikih zlata in plantažah.
Španci so sprejeli zakone Burgosa, 1512–13, ki so prepovedali trpinčenje domačinov, podprli njihovo spreobrnitev v katolištvo[59] in dali pravni okvir encomiendam. Domorodce so pripeljali na ta mesta, da bi delali v posebnih nasadih ali panogah.
Ko so Španci ponovno osredotočili svoja kolonizacijska prizadevanja na večja bogastva celinske Srednje in Južne Amerike, se je Hispaniola v veliki meri zmanjšala na trgovsko in oskrbovalno postajo. Posledično je postalo piratstvo zelo razširjeno, spodbujale pa so ga evropske sile, ki so sovražne Španiji, kot sta Francija (na podlagi Île de la Tortue) in Anglija. Španci so večinoma zapustili zahodno tretjino otoka in se osredotočili na kolonizacijo na vzhodni dve tretjini. Zahodni del otoka so tako postopoma poselili francoski bukanarji; med njimi je bil Bertrand d'Ogeron, ki mu je uspelo gojiti tobak in rekrutiral številne francoske kolonialne družine z Martinika in Guadeloupa. Leta 1697 sta Francija in Španija poravnali svoje sovražnosti na otoku s pogodbo iz Ryswicka iz leta 1697, ki je med seboj razdelila Hispaniolo.

#### Francoska vladavina (1625–1804)
Francija je prejela zahodno tretjino in jo pozneje poimenovala Saint-Domingue, francoski ekvivalent Santo Dominga, španske kolonije na Hispanioli. Francozi so se lotili ustvarjanja nasadov sladkorja in kave, ki jih je obdelovalo ogromno sužnjev, uvoženih iz Afrike, in Saint-Domingue je postal njihova najbogatejša kolonialna posest.
Francoskih naseljencev je bilo s sužnji skoraj 10 proti 1. Po popisu iz leta 1788 je prebivalstvo Haitija sestavljalo skoraj 25.000 Evropejcev, 22.000 svobodnih barv in 700.000 afriških sužnjev. Nasprotno pa je do leta 1763 belo prebivalstvo francoske Kanade, veliko večjega ozemlja, štelo le 65.000. Na severu otoka so sužnji lahko ohranili številne vezi z afriškimi kulturami, vero in jezikom; te vezi so na novo uvoženi Afričani nenehno obnavljali. Nekateri zahodnoafriški sužnji so se držali svojih tradicionalnih prepričanj Vodouja, tako da so jih na skrivaj sinkretizirali s katolištvom.
Francozi so sprejeli Code Noir ("Črni zakonik"), ki ga je pripravil Jean-Baptiste Colbert in ratificiral Ludvik XIV, ki je določil pravila o ravnanju s sužnji in dovoljenih svoboščinah. Saint-Domingue opisujejo kot eno najbolj brutalno učinkovitih kolonij sužnjev; ena tretjina na novo uvoženih Afričanov je umrla v nekaj letih. Veliko sužnjev je umrlo zaradi bolezni, kot so črne koze in tifus. Imele so nizko rodnost in obstajajo dokazi, da so nekatere ženske splavile plodove, namesto da bi rojevale otroke v suženjstvu. Trpelo je tudi okolje kolonije, saj so bili gozdovi izkrčeni, da bi naredili prostor za nasade, zemljišča pa so bila preobremenjena, da bi francoskim lastnikom nasadov pridobili največji dobiček.
Tako kot v svoji koloniji v Louisiani je francoska kolonialna vlada dovolila nekatere pravice svobodnim barvnim ljudem (gens de couleur), mešanim rasnim potomcem evropskih moških kolonistov in afriških sužnjic (in kasneje mešanih ras). Sčasoma so bili mnogi izpuščeni iz suženjstva in ustanovili so ločen družbeni razred. Beli francoski kreolski očetje so svoje sinove mešane rase pogosto pošiljali v Francijo na izobraževanje. Nekaj barvnih mož je bilo sprejetih v vojsko. Več svobodnih barvnih ljudi je živelo na jugu otoka, blizu Port-au-Princea, in mnogi so se poročili znotraj svoje skupnosti. Pogosto so delali kot obrtniki in trgovci ter začeli imeti v lasti nekaj premoženja, vključno s svojimi sužnji. Svobodni barvni ljudje so kolonialno vlado zaprosili za razširitev njihovih pravic.
Brutalnost suženjskega življenja je mnoge sužnje pripeljala do pobega v gorata območja, kjer so ustanovili svoje avtonomne skupnosti in postali znani kot Maroons. En vodja Maronov, François Mackandal, je vodil upor v 1750-ih, vendar so ga Francozi pozneje ujeli in usmrtili.

#### Haitijska revolucija (1791–1804)
Navdihnjeni s francosko revolucijo iz leta 1789 in načeli človekovih pravic so francoski naseljenci in svobodni barvni ljudje zahtevali večjo politično svobodo in več državljanskih pravic. Napetosti med tema dvema skupinama so vodile v konflikt, saj je Vincent Ogé leta 1790 ustanovil milico svobodnih barv, kar je povzročilo njegovo ujetje, mučenje in usmrtitev. Ko so začutili priložnost, so avgusta 1791 na severnem Haitiju ustanovili prve vojske sužnjev pod vodstvom Toussainta Louverturea, ki jih je navdihnil Vodou houngan (duhovnik) Boukman in podprli Španci v Santo Domingu – kmalu je izbruhnil popoln upor sužnjev. po vsej koloniji.
Leta 1792 je francoska vlada poslala tri komisarje s četami, da bi ponovno vzpostavili nadzor; da bi zgradila zavezništvo z gens de couleur in komisarja za sužnje Léger-Félicité Sonthonax in Étienne Polverel sta ukinila suženjstvo v koloniji. Šest mesecev pozneje je Nacionalna konvencija, ki jo je vodil Maximilien de Robespierre in Jakobinci, potrdila ukinitev in jo razširila na vse francoske kolonije.
Združene države, ki so bile same nova republika, so nihale med podpiranjem ali nepodporo Toussainta Louvertureja in nastajajoče države Haitija, odvisno od tega, kdo je bil predsednik ZDA. Washington, ki je bil sužnjeposestnik in izolacionist, je držal ZDA nevtralne, čeprav so zasebni državljani ZDA včasih nudili pomoč francoskim plantažem, ki so poskušali zadušiti upor. John Adams, glasni nasprotnik suženjstva, je v celoti podprl upor sužnjev z zagotavljanjem diplomatskega priznanja, finančne podpore, streliva in vojaških ladij (vključno z ustavo USS) od leta 1798. Ta podpora se je končala leta 1801, ko je Jefferson, drugi predsednik sužnjeposestništva, prevzel urada in odpoklical ameriško mornarico.
Z odpravo suženjstva je Toussaint Louverture obljubil zvestobo Franciji in se boril proti britanskim in španskim silam, ki so izkoristile situacijo in napadle Saint-Domingue. Španci so bili pozneje prisiljeni odstopiti svoj del otoka Franciji v skladu z Baselskim mirom leta 1795, ki je otok združil pod eno vlado. Vendar je na vzhodu izbruhnil upor proti francoski vladavini, na zahodu pa je prišlo do spopadov med Louverturejevimi silami in svobodnimi barvnimi ljudmi pod vodstvom Andréja Rigauda v vojni nožev (1799–1800). Številni preživeli svobodni barvni ljudje so zapustili otok kot begunci.
Potem ko je Louverture ustvaril separatistično ustavo in se razglasil za dosmrtnega generalnega guvernerja, je Napoléon Bonaparte leta 1802 poslal odpravo 20.000 vojakov in prav toliko mornarjev pod poveljstvom svojega svaka Charlesa Leclerca, da bi ponovno uveljavil francoski nadzor. Francozi so dosegli nekaj zmag, a v nekaj mesecih je večina njihove vojske umrla zaradi rumene mrzlice. Končno je več kot 50.000 francoskih vojakov umrlo v poskusu ponovnega zavzetja kolonije, vključno z 18 generali. Francozom je uspelo ujeti Louverture in ga prepeljati v Francijo na sojenje. Bil je zaprt v Fort de Jouxu, kjer je umrl leta 1803 zaradi izpostavljenosti in morda tuberkuloze.
Sužnji so skupaj s svobodnim gens de couleur in zavezniki nadaljevali boj za neodvisnost, ki so ga vodili generali Jean-Jacques Dessalines, Alexandre Pétion in Henry Christophe. Uporniki so končno uspeli odločno premagati francoske čete v bitki pri Vertièresu 18. novembra 1803, s čimer so ustanovili prvo državo, ki je z uporom sužnjev uspešno pridobila neodvisnost. Pod splošnim poveljstvom Dessalines so se haitijske vojske izogibale odprtemu boju in namesto tega izvedle uspešno gverilsko kampanjo proti Napoleonovim silam, pri čemer so se borile z boleznimi, kot je rumena mrzlica, da bi zmanjšale število francoskih vojakov. Kasneje istega leta je Francija umaknila preostalih 7.000 vojakov z otoka in Napoleon je opustil svojo idejo o ponovni vzpostavitvi severnoameriškega imperija in prodal Louisiano (Novo Francijo) Združenim državam v okviru nakupa Louisiane. Ocenjuje se, da je v revoluciji umrlo med 24.000 in 100.000 Evropejcev in med 100.000 in 350.000 haitijskih nekdanjih sužnjev. Pri tem je Dessalines postal nedvomno najuspešnejši vojaški poveljnik v boju proti Napoleonovi Franciji.

## Geografija
Haiti tvori zahodne tri osmine Hispaniole, drugega največjega otoka na Velikih Antilih. Haiti s površino 27.750 kvadratnih kilometrov je tretja največja država na Karibih za Kubo in Dominikansko republiko, ki ima 360-kilometrsko (224 milj) mejo s Haitijem. Država ima približno podkvesto obliko in zaradi tega ima nesorazmerno dolgo obalo, drugo po dolžini (1771 km ali 1100 milj) za Kubo na Velikih Antilih.
Haiti je najbolj gorata država na Karibih, njegov teren sestavljajo gore, prepletene z majhnimi obalnimi nižavami in rečnimi dolinami. Podnebje je tropsko, z nekaj variacijami, odvisno od nadmorske višine. Najvišja točka je Pic la Selle, na 2.680 metrih (8.793 ft).
Severno regijo sestavljata Massif du Nord (Severni masiv) in Plaine du Nord (Severna nižina). Massif du Nord je podaljšek osrednje Cordillere v Dominikanski republiki. Začne se na vzhodni meji Haitija, severno od reke Guayamouc, in se razteza proti severozahodu skozi severni polotok. Nižine Plaine du Nord ležijo ob severni meji z Dominikansko republiko, med masivom du Nord in severnim Atlantskim oceanom.
Osrednjo regijo sestavljata dve ravnini in dva niza gorskih verig. Osrednja planota (srednja planota) se razteza vzdolž obeh strani reke Guayamouc, južno od masiva du Nord. Teče od jugovzhoda proti severozahodu. Jugozahodno od osrednje planote se nahajajo Montagnes Noires, katerih najbolj severozahodni del se združuje z Massif du Nord. Najpomembnejša dolina Haitija v smislu pridelkov je Plaine de l'Artibonite, ki leži med Montagnes Noires in Chaîne des Matheux. Ta regija podpira najdaljšo reko v državi (tudi Hispaniola), Riviere l'Artibonite, ki se začne v zahodni regiji Dominikanske republike in se nadaljuje večino svoje dolžine skozi osrednji Haiti, kjer se nato izliva v Golfe de la Gonâve. V tej dolini leži tudi drugo največje jezero Haitija, Lac de Péligre, ki je nastalo kot posledica izgradnje jezu Péligre sredi petdesetih let dvajsetega stoletja.
Okrožje Saint-Marc, oddelek Artibonite
Južno regijo sestavljata Plaine du Cul-de-Sac (jugovzhod) in gorati južni polotok (znan tudi kot polotok Tiburon). Plaine du Cul-de-Sac je naravna depresija, ki skriva slana jezera v državi, kot sta Trou Caïman in največje jezero Haitija, Étang Saumatre. Gorsko verigo Chaîne de la Selle – podaljšek južne gorske verige Dominikanske republike (Sierra de Baoruco) – se razteza od masiva de la Selle na vzhodu do masiva de la Hotte na zahodu.
Haiti vključuje tudi več priobalnih otokov. Otok Tortuga (Île de la Tortue) se nahaja ob obali severnega Haitija. Okrožje La Gonâve se nahaja na istoimenskem otoku, v Golfe de la Gonâve; Največji otok na Haitiju, Gonâve, je zmerno poseljen s podeželskimi vaščani. Île à Vache (Kravji otok) se nahaja ob jugozahodni obali; del Haitija so tudi Kajemiti, ki se nahajajo v zalivu Gonâve severno od Pestela. La Navasse (otok Navassa), ki se nahaja 40 navtičnih milj (46 milj; 74 km) zahodno od Jérémieja na jugozahodnem polotoku Haitija, je predmet ozemeljskega spora z Združenimi državami, ki ga trenutno upravljajo otok preko Agencije za ribe in divje živali

## Vlada in politika
Vlada Haitija je polpredsedniška republika, večstrankarski sistem, v katerem je predsednik Haitija vodja države, izvoljen neposredno na ljudskih volitvah vsakih pet let. Predsednik vlade Haitija deluje kot vodja vlade in ga imenuje predsednik, ki ga izbere večinska stranka v državnem zboru. Izvršno oblast izvajata predsednik in premier, ki skupaj sestavljata vlado.
Zakonodajno moč imata tako vlada kot dva doma državnega zbora Haitija, senat (Sénat) in poslanska zbornica (Chambre des Députés). Vlada je organizirana enotno, tako da centralna vlada prenese pristojnosti na resorje brez ustavne potrebe po soglasju. Trenutna struktura političnega sistema Haitija je bila določena v ustavi Haitija 29. marca 1987.
Haitijska politika je bila sporna: od osamosvojitve je Haiti doživel 32 državnih udarov. Haiti je edina država na zahodni polobli, ki je doživela uspešno revolucijo sužnjev; vendar je dolga zgodovina zatiranja s strani diktatorjev, kot sta François Duvalier in njegov sin Jean-Claude Duvalier, izrazito vplivala na narod. Od konca Duvalierjeve dobe je Haiti prehajal v demokratični sistem.

## Gospodarstvo
Haiti ima pretežno svobodno tržno gospodarstvo z BDP v višini 19,97 milijarde dolarjev in BDP na prebivalca v višini 1800 dolarjev (ocene iz leta 2017). Država uporablja haitijsko bučo kot svojo valuto. Kljub svoji turistični industriji je Haiti ena najrevnejših držav v Ameriki, pri čemer so kot glavni vzroki navedeni korupcija, politična nestabilnost, slaba infrastruktura, pomanjkanje zdravstvene oskrbe in pomanjkanje izobrazbe. Brezposelnost je visoka in mnogi Haitijci se želijo izseliti. Trgovina se je po potresu leta 2010 in kasnejšem izbruhu kolere močno zmanjšala, pri čemer se je BDP po pariteti kupne moči države zmanjšal za 8 % (z 12,15 milijarde USD na 11,18 milijarde USD).[4] Haiti se je v indeksu človekovega razvoja Združenih narodov za leto 2010 uvrstil na 145. mesto od 182 držav, pri čemer je bilo 57,3 % prebivalstva prikrajšanih v vsaj treh od HDI ukrepov za revščino.
Po spornih volitvah leta 2000 in obtožbah o vladavini predsednika Aristida je bila pomoč ZDA haitijski vladi med letoma 2001 in 2004 prekinjena. Po Aristidovem odhodu leta 2004 je bila pomoč obnovljena in brazilska vojska je vodila stabilizacijsko misijo Združenih narodov v mirovni operaciji na Haitiju. Po skoraj štirih letih recesije je gospodarstvo v letu 2005 zraslo za 1,5 %. Septembra 2009 je Haiti izpolnil pogoje, ki sta jih postavila MDS in program Svetovne banke za močno zadolžene revne države, da bi lahko izpolnjeval pogoje za odpis svojega zunanjega dolga.
Več kot 90 odstotkov vladnega proračuna izhaja iz sporazuma s Petrocaribe, naftnim zavezništvom, ki ga vodi Venezuela.

## Infrastruktura

### Prevoz
Haiti ima dve glavni avtocesti, ki potekata od enega konca države do drugega. Severna avtocesta, Route Nationale št. 1 (Nacionalna avtocesta ena), izvira iz Port-au-Princea in se vije skozi obalni mesti Montrouis in Gonaïves, preden doseže svojo končno postajo v severnem pristanišču Cap-Haïtien. Južna avtocesta Route Nationale št. 2 povezuje Port-au-Prince z Les Cayesom preko Léogâne in Petit-Goâve. Stanje cest na Haitiju je na splošno slabo, mnoge so luknjaste in v slabem vremenu postanejo neprevozne.
Po poročanju Washington Posta so "uradniki inženirskega korpusa ameriške vojske povedali v soboto [23. januarja 2010], da so ocenili škodo zaradi potresa [12. januarja] v Port-au-Princeu na Haitiju in ugotovili, da je veliko cest niso nič slabši kot prej, ker so bili vedno v slabem stanju."
Pristanišče v Port-au-Princeu, Port international de Port-au-Prince, ima več registriranih ladij kot katero koli drugo ducat pristanišč v državi. Objekti pristanišča vključujejo žerjave, velike priveze in skladišča, vendar ti objekti niso v dobrem stanju. Pristanišče je premalo izkoriščeno, verjetno zaradi precej visokih pristaniških pristojbin. Pristanišče Saint-Marc je trenutno najbolj priljubljeno pristanišče za potrošniško blago, ki prihaja na Haiti. Razlogi za to so lahko njegova lokacija stran od nestanovitnega in preobremenjenega Port-au-Princea, pa tudi njegova osrednja lokacija glede na številna haitijska mesta.
V preteklosti je Haiti uporabljal železniški promet, vendar je bila železniška infrastruktura slabo vzdrževana, ko je bila v uporabi in stroški sanacije niso zmožni haitijskemu gospodarstvu. Leta 2018 je regionalni razvojni svet Dominikanske republike predlagal "trans-Hispaniola" železnico med obema državama.

### Letališča
Mednarodno letališče Toussaint Louverture, ki se nahaja deset kilometrov (šest milj) severovzhodno od pravega Port-au-Princea v občini Tabarre, je glavno prometno središče glede vstopa in izstopa v državo. Ima glavno letalno pot Haitija in skupaj z mednarodnim letališčem Cap-Haïtien, ki se nahaja v bližini severnega mesta Cap-Haïtien, opravlja veliko večino mednarodnih letov v državi. Mesta, kot so Jacmel, Jérémie, Les Cayes in Port-de-Paix, imajo manjša, manj dostopna letališča, ki jih oskrbujejo regionalne letalske družbe in zasebna letala. Takšna podjetja vključujejo: Caribintair (propadla), Sunrise Airways in Tortug' Air (propadla).
Leta 2013 je premier predstavil načrte za razvoj mednarodnega letališča na Île-à-Vache.

## Vera
CIA Factbook iz leta 2017 poroča, da je približno 54,7 % Haitijcev trdilo, da so katoličani, medtem ko protestanti predstavljajo približno 28,5 % prebivalstva (baptistov 15,4 %, binkoštov 7,9 %, adventistov sedmega dne 3 %, metodistov 1,5 %, drugih 0,7 %). Drugi viri kažejo, da je protestantsko prebivalstvo višje od tega, kar kaže, da bi lahko leta 2001 tvorilo eno tretjino prebivalstva. Tako kot druge države v Latinski Ameriki je bil Haiti priča splošni protestantski ekspanziji, ki je večinoma evangeličanske in binkoštne narave.
Haitijski kardinal Chibly Langlois je predsednik Nacionalne škofovske konference Katoliške cerkve.
Vodou, religijo z zahodnoafriškimi koreninami, podobno kot na Kubi in v Braziliji, danes izvajajo nekateri Haitijci. Nastal je v kolonialnih časih, ko so bili sužnji dolžni prikriti svoje loa (lwa) ali duhove kot katoliške svetnike, kar je element procesa, imenovanega sinkretizem. Zaradi verskega sinkretizma med katolištvom in Vodoujem je težko oceniti število Vodouistov na Haitiju. Vera je bila zgodovinsko preganjana in napačno predstavljena v popularnih medijih; kljub temu je haitijska vlada leta 2003 vero priznala kot uradno vero naroda.
Mnogi katoličani in protestanti na Haitiju obsojajo Vodou kot čaščenje hudiča, vendar ne zanikajo moči takšnih duhov. Namesto tega jih imajo za nasprotnike, ki so »zlobni« in »satanski«, proti čemur jih pogosto spodbujajo k molitvi. Protestanti na katoliško čaščenje svetnikov gledajo kot na čaščenje malikov, nekateri protestanti pa bi pogosto uničili kipe in druge katoliške pripomočke.
Manjšinske religije na Haitiju vključujejo islam, bahajsko vero, judovstvo in budizem.

## Jeziki
Uradna jezika Haitija sta francoščina in haitijska kreolščina. Francoščina je glavni pisni in administrativno dovoljeni jezik (pa tudi glavni jezik tiska) in ga govori 42 % Haitijcev. Govorijo ga vsi izobraženi Haitijci, je medij pouka v večini šol in se uporablja v poslovnem sektorju. Uporablja se tudi pri obrednih dogodkih, kot so poroke, mature in cerkvene maše. Haiti je ena od dveh neodvisnih držav v Ameriki (skupaj s Kanado), ki označujeta francoščino za uradni jezik; druga francosko govoreča območja so vsa čezmorska departmaja ali kolektivitete Francije, kot je Francoska Gvajana. Haitijsko kreolščino govori skoraj vse prebivalstvo Haitija. Francoščina, osnovni jezik za haitijsko kreolščino, je priljubljena med haitijsko elito in višjimi sloji. Francoščina je priljubljena tudi v poslovnem sektorju, v veliko manjši meri pa angleščina zaradi ameriškega vpliva. Špansko govorijo nekateri Haitijci, ki živijo ob haitijsko-dominikanski meji. Angleško in špansko lahko govorijo tudi haitijski deportiranci iz Združenih držav in različnih držav Latinske Amerike. Na splošno približno 90–95 % Haitijcev tekoče govori samo haitijsko kreolsko/francosko, več kot polovica jih zna samo kreolsko.
Haitijsko kreolščino, ki je bila pred kratkim standardizirana, govori tako rekoč celotno prebivalstvo Haitija. Haitijska kreolščina je eden izmed francoskih kreolskih jezikov. Njegov besednjak je v 90 % izpeljan iz francoščine, vendar je njegova slovnica podobna slovnici nekaterih zahodnoafriških jezikov. Ima tudi vplive iz taina, španščine in portugalščine. Haitijska kreolščina je sorodna drugim francoskim kreolom, najbolj pa antilski kreolski in Louisianski kreolski različici.

## Zdravje
V preteklosti so bile stopnje precepljenosti otrok nizke – od leta 2012 je bilo cepljenih 60 % otrok na Haitiju, mlajših od 10 let, v primerjavi s stopnjami cepljenja otrok v drugih državah v razponu 93–95 %. V zadnjem času se izvajajo množične kampanje cepljenja, ki trdijo, da se cepijo kar 91 % ciljne populacije proti specifičnim boleznim (v tem primeru ošpice in rdečke). Večina ljudi nima prevoza ali dostopa do haitijskih bolnišnic.
Svetovna zdravstvena organizacija kot pogoste vzroke smrti na Haitiju navaja driske, HIV/AIDS, meningitis in okužbe dihal. Devetdeset odstotkov otrok na Haitiju trpi za boleznimi, ki se prenašajo z vodo, in črevesnimi zajedavci. Okužba s HIV je ugotovljena pri 1,71 % prebivalstva Haitija (ocena 2015).[413] Incidenca tuberkuloze (TB) na Haitiju je več kot desetkrat višja kot v preostali Latinski Ameriki. Vsako leto za malarijo zboli približno 30.000 Haitijcev.
Večina ljudi, ki živijo na Haitiju, je izpostavljena velikemu tveganju za hude nalezljive bolezni. Bolezni, ki se prenašajo s hrano ali vodo, vključujejo bakterijsko in protozojsko drisko, tifus ter hepatitis A in E; pogoste bolezni, ki jih prenašajo vektorji, sta mrzlica denga in malarija; bolezni, povezane z vodo, vključujejo leptospirozo. Približno 75 % haitijskih gospodinjstev nima tekoče vode. Nevarna voda, skupaj z neustreznimi bivalnimi in nesanitarnimi bivalnimi razmerami, prispeva k visoki pojavnosti nalezljivih bolezni. Zdravstvenega osebja kronično primanjkuje, bolnišnicam pa primanjkuje sredstev, kar je postalo očitno po potresu januarja 2010. Stopnja umrljivosti dojenčkov na Haitiju leta 2019 je bila 48,2 smrti na 1000 živorojenih v primerjavi s 5,6 na 1000 v Združenih državah.
Po potresu leta 2010 je Partners In Health ustanovil Hôpital Universitaire de Mirebalais, največjo bolnišnico na sončni pogon na svetu.